# 4434 Nikulin
4434 Nikulin è un asteroide della fascia principale. Scoperto nel 1981, presenta un'orbita caratterizzata da un semiasse maggiore pari a 2,4424487 UA e da un'eccentricità di 0,1325991, inclinata di 5,71026° rispetto all'eclittica.